# Philipp Zeller
Philipp Zeller, né le 23 mars 1983 à Munich, est un joueur allemand de hockey sur gazon.
Il fait partie de l'équipe d'Allemagne de hockey sur gazon championne olympique aux Jeux olympiques d'été de 2008 et aux Jeux olympiques d'été de 2012.

## Palmarès

### Jeux olympiques
- Jeux olympiques d'été de 2008 à Pékin,  Chine
  -  Médaille d'or
- Jeux olympiques d'été de 2012 à Londres,  Royaume-Uni
  -  Médaille d'or

### Champions Trophy
- 2006: Médaille d'argent

### Championnats d'Europe
- Championnat d'Europe de hockey sur gazon masculin 2003 à Barcelone,  Espagne
  -  Médaille d'or
- Championnat d'Europe de hockey sur gazon masculin 2011 à Mönchengladbach,  Allemagne
  -  Médaille d'or